# .tf
Pour les articles homonymes, voir TF.
.tf est le domaine de premier niveau national (country code top level domain : ccTLD) réservé aux Terres australes et antarctiques françaises (TAAF), et plus précisément aux cinq districts suivants : 
- le district de l'archipel des Kerguelen
- le district de l'archipel des Crozet
- le district des îles Saint-Paul et Amsterdam
- le district de terre Adélie
- le district des îles Éparses.

Comme .fr, il est administré par l'Association française pour le nommage Internet en coopération (Afnic). Il est ouvert à l'enregistrement depuis le 6 décembre 2011 et est accessible aux structures domiciliées au sein de l’Union européenne, ainsi qu'au sein de l'AELE (Suisse, Liechtenstein, Norvège et l'Islande).
Le 3 juillet 2012, l'Afnic ouvre la possibilité au grand public d'enregistrer des noms de domaine accentués (IDN).

## Usage alternatif
À la suite du succès du jeu Team Fortress 2, on voit émerger des noms de domaines .tf montrant cette fois-ci un lien avec le jeu. Exemple : backpack.tf.

## Statistiques d'usage
En janvier 2025, environ 7 000 domaines utilisent l'extension .tf.